# Martín de Rentería
Martín de Rentería (1516 - ?), fue un militar, explorador, conquistador y político español, partícipe de la conquista del Tucumán a mediados del siglo XVI, en el actual territorio de la República Argentina.

## Biografía
Nacido en 1516, entró al Tucumán con Diego de Rojas y Francisco de Mendoza hasta el río de la Plata entre 1542 y 1546. Estuvo en la provincia de diaguitas explorándola por más de un año, en las actuales provincias argentinas de Catamarca, La Rioja y San Juan. Pasó a la provincia de comechingones y defendió el fuerte de Malaventura. Cuando Mendoza fue muerto por sus soldados, Rentería volvió al Tucumán, para descubrir el río Salado y los lules. 
Regresó al Perú en 1546 y participó de las guerras civiles entre conquistadores, luchando contra Francisco Pizarro.
Volvió luego al Tucumán con Juan Núñez de Prado y asistió a la fundación de El Barco I, donde lo eligieron como su primer alcalde en 1550. Posteriormente, Núñez lo envió con veinte hombres a explorar y conquistar nuevas tribus, haciendo poner cruces en los pueblos que sometía, dando a entender a los naturales que era para que los conquistadores cristianos supieran que estaban en paz y no les hicieran daño ni les quitasen sus haciendas.
Más tarde con Núñez recorrió la zona del Salado buscando una nueva ubicación para su ciudad. Estaba con Núñez de Prado cuando éste ordenó atacar el campamento de Francisco de Villagra, con tanta mala suerte, que luego debió rendirse. Tras la capitulación de Núñez, Villagra designó a Rentería como alcalde.
En 1551, al fundarse el Barco II, Rentería fue también alcalde. Estaba en El Barco III, cuando Francisco de Aguirre se apoderó de ella y ordenó la mudanza de la ciudad al nuevo sitio con el nuevo nombre de Santiago del Estero.
Posteriormente fue regidor, cabildante, teniente de gobernador en 1554, alcalde en 1556 y tesorero en 1569.